# Couplage croisé
En chimie organique, un couplage croisé est une réaction de couplage entre deux fragments moléculaires par formation d'une liaison carbone-carbone sous l'effet d'un catalyseur organométallique. Par exemple, un composé R–M, où R est un fragment organique et M un métal du groupe principal, réagit avec un halogénure organique R’–X, où X est un halogène, pour former un produit R–R’,.
Les chimistes Richard Heck, Ei-ichi Negishi et Akira Suzuki ont reçu le prix Nobel de chimie 2010 pour avoir développé des réactions de couplage catalysées au palladium,.

## Réaction

### Mécanisme
Le mécanisme réactionnel fait généralement intervenir une élimination réductrice des substituants organiques R et R’ sur un complexe métallique de type LnMR(R’), où L est un ligand ancillaire quelconque. L'intermédiaire LnMR(R’) se forme dans un processus en deux étapes à partir d'un précurseur Ln de faible valence. L'addition oxydante d'un halogénure organique RX sur un complexe LnM donne l'intermédiaire LnMR(X). Par la suite, le deuxième partenaire subit une transmétallation avec une source de R’-. L'étape finale est l'élimination réductrice des deux fragments de couplage pour régénérer le catalyseur et donner le produit organique. Les substrats insaturés, tels que les liaisons C(sp)–X et C(sp2)–X, se couplent plus facilement, en partie parce qu'ils s'additionnent facilement au catalyseur.

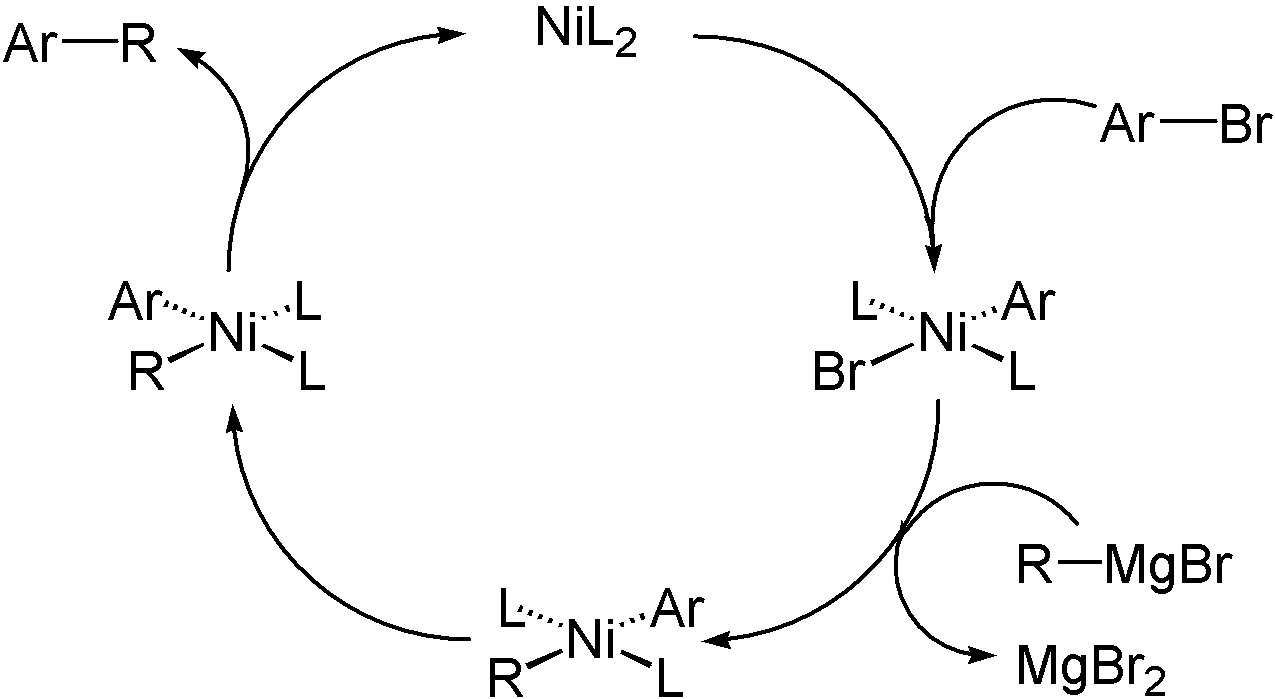
Mécanisme proposé pour le couplage de Kumada (L = Ligand, Ar = Aryle).

### Catalyseurs
Les catalyseurs employés dans les réactions de couplage croisé sont généralement à base de palladium en raison de la grande polyvalence de ce métal du groupe du platine en matière de groupes fonctionnels. Les composés organopalladium (en) sont généralement stables par rapport à l'eau et à l'air. Ces catalyseurs sont néanmoins d'emploi délicat pour l'industrie pharmaceutique, qui opère dans le cadre d'une réglementation restreignant l'usage des métaux lourds. Il est courant de réaliser les couplages au début des processus de synthèse afin de minimiser les traces résiduelles de métaux dans les produits. La catalyse hétérogène à base de palladium est également bien développée.
Par ailleurs, on emploie couramment des catalyseurs à base de cuivre, en particulier pour le couplage mettant en œuvre des liaisons carbone–hétéroatome, ; on a également étudié l'emploi de catalyseurs à base de fer, de cobalt et de nickel.

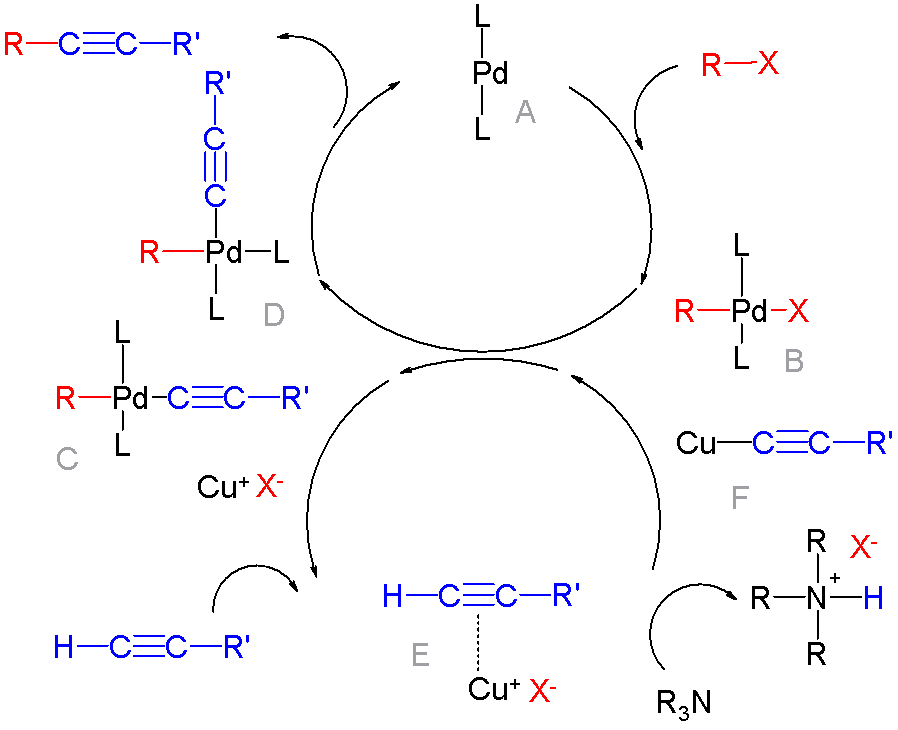
Mécanisme proposé pour le couplage de Sonogashira.

### Groupe partant
Le groupe partant X dans le partenaire organique est généralement un halogénure, bien que le triflate, le tosylate et d'autres pseudohalogénures aient été utilisés. Le chlorure est un groupe idéal en raison du faible coût des composés organochlorés. Souvent, cependant, les liaisons C–Cl sont trop inertes et des groupes partants bromure ou iodure sont nécessaires pour obtenir des vitesses de réaction acceptables. Le métal du groupe principal dans le partenaire organométallique est généralement un élément électropositif tel que l'étain, le zinc, le silicium ou le bore.